# Isabela Merced
Isabela Yolanda Moner Pizarro (Cleveland, Ohio; 10 de julio de 2001), más conocida como Isabela Merced, es una actriz y cantante peruano-estadounidense. Interpretó el papel principal de CJ Martin en la serie de televisión de Nickelodeon 100 Things to Do Before High School (2014-2016), prestó su voz a Kate en la serie derivada animada de Nickelodeon Dora and Friends: Into the City! (2014-2017) y se unió al elenco principal en la segunda temporada de The Last of Us (2023-presente), interpretando a Dina. En el cine, ha interpretado a Izabella en Transformers: el último caballero (2017), Lizzy en Instant Family (2018), Isabel en Sicario: Day of the Soldado (2018), el personaje principal en Dora and the Lost City of Gold (2019), Rachel Cooper en la película de Netflix Sweet Girl (2021), a Kay en Alien: Romulus (2024) y a Chica Halcón en Superman (2025).

## Biografía
Isabela Yolanda Moner Pizarro nació el 10 de julio de 2001 en la ciudad de Cleveland, Ohio,  siendo hija de Patrick Moner, nacido en Luisiana, y Katherine Pizarro, nacida en Lima. En más de una oportunidad confesó estar muy orgullosa de sus raíces peruanas. Pese a nacer en Cleveland, Ohio, posee el Documento Nacional de Identidad de Perú y conoce las costumbres y tradiciones peruanas. «Mi mamá me crio hablando español en una casa en donde hemos comido mucha comida peruana», reveló. Ha declarado que el español era su primer idioma, y tuvo problemas con el inglés cuando comenzó la escuela primaria, y agregó que se considera más peruana que estadounidense. A los 15 años, fue aceptada en la universidad.
El 14 de octubre de 2019, Merced anunció a través de una publicación en su cuenta de Instagram que había decidido cambiar su nombre artístico a Isabela Merced, en memoria de su difunta abuela. Merced explicó más tarde que no había cambiado legalmente su nombre y dijo que era «solo un nombre artístico, pero tiene un significado más profundo».

## Trayectoria

### Cantante
Merced hizo su debut en Broadway a la edad de 10 años en una producción de Evita, en la que cantó en español con Ricky Martin. Lanzó un álbum producido por Broadway Records en septiembre de 2015, titulado Stopping Time.
Su primer sencillo, «Papi», fue lanzado el 25 de octubre de 2019, seguido de su primer video musical lanzado el 6 de noviembre de 2019.  
El 22 de mayo de 2020, Merced lanzó su EP debut, The Better Half of Me; y fue nombrada uno de los 15 mejores artistas peruanos nuevos de Billboard para escuchar en julio de 2020 posteriormente sacando “Don't go” con Danna Paola.  
En el 2022 saco su sencillo “Agonía” junto a Kayfex, rodada en la ciudad de Ayacucho, el tema es inspirado en el cuento “La Agonía de Rasu Ñiti”, con el que Isabela rindió un tributo a sus raíces peruanas.

### Actriz
Merced dijo que quería ser actriz desde muy joven, inspirada en películas de Shirley Temple y Judy Garland y comenzando en el teatro de la comunidad local a los 6 años. 
La primera actuación estelar de Merced fue como CJ Martin, el papel principal en la serie de televisión de Nickelodeon 100 Things to Do Before High School, de 2014 a 2016. Ese mismo año, comenzó a dar la voz de Kate, uno de los personajes principales del spin-off de Dora the Explorer, Dora and Friends: Into the City!, un papel que interpretó de 2014 a 2017.
 

En 2015, apareció como Lori Collins en la película original de Nickelodeon Splitting Adam, y fue elegida como Sadie, uno de los papeles principales, en la película original de Nickelodeon Legends of the Hidden Temple: The Movie (2016). Participó en la película Transformers: The Last Knight (2017). Prestó su voz a Heather en la película animada The Nut Job 2: Nutty by Nature (2017).

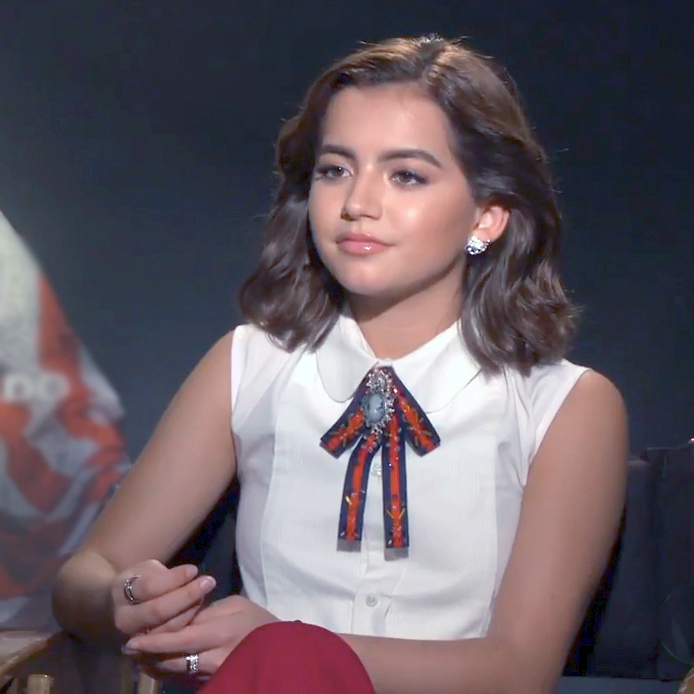
Isabela Merced en una entrevista durante la promoción de Sicario: El día del soldado (2018).

Merced tuvo un papel importante en Sicario: Day of the Soldado (2018) secuela de la película Sicario (2015) interpretando a la hija de un jefe de cartel de la droga.Interpretó a Lizzy, la hija adoptiva de los personajes interpretados por Mark Wahlberg y Rose Byrne, en la película de comedia Instant Family (2018), para la que también escribió y cantó la canción «I'll Stay». Interpretó al personaje principal en Dora and the Lost City of Gold (2019) una adaptación cinematográfica de acción en vivo de la serie animada, además de protagonizar el filme de Netflix Let It Snow (2019) una película de comedia romántica navideña estadounidense dirigida por Luke Snellin a partir de un guion de Kay Cannon, Victoria Strouse y Laura Solon, basada en la novela del mismo nombre de Maureen Johnson, John Green y Lauren Myracle. Merced fue elegida junto a Jason Momoa y Manuel García Rulfo como la protagonista en la película Sweet Girl (2021) de Netflix.
Merced fue elegida para protagonizar una nueva película para HBO Turtles All the Way Down (2024) del reconocido escritor estadounidense John Michael Green. Posteriormente se uniría al universo de Marvel interpretando en Madame Web (2024) el papel de la superheroína Anya Corazon junto a Dakota Johnson y Sydney Sweeney. También fue anunciada por el cineasta Fede Álvarez que interpretaría a Kay en Alien: Romulus (2024).

## Filmografía

### Largometrajes
| Año  | Título                                    | Personaje                  | Ref    |
| ---- | ----------------------------------------- | -------------------------- | ------ |
| 2013 | The House That Jack Built                 | Nadia Infante              |        |
| 2016 | Middle School: The Worst Years of My Life | Jeanne Galleta             |        |
| 2017 | Transformers: The Last Knight             | Izabella                   | [ 23 ] |
| 2017 | The Nut Job 2: Nutty by Nature            | Heather (voz)              |        |
| 2018 | Sicario: Day of the Soldado               | Isabela Reyes              |        |
| 2018 | Instant Family                            | Lizzie Viera               |        |
| 2019 | Dora and the Lost City of Gold            | Dora Márquez               | [ 24 ] |
| 2019 | Let It Snow                               | Julie Reyes                |        |
| 2021 | Spirit Untamed                            | Fortuna «Lucky» Prescott   |        |
| 2021 | Sweet Girl                                | Rachel Cooper              | [ 22 ] |
| 2022 | Father of the Bride                       | Cora Herrera               | [ 25 ] |
| 2022 | Rosalina                                  | Julieta Capuleto           | [ 26 ] |
| 2023 | Migration                                 | Kim (voz)                  |        |
| 2024 | Madame Web                                | Anya Corazon / Araña       | [ 27 ] |
| 2024 | Turtles All the Way Down                  | Aza Holmes                 | [ 28 ] |
| 2024 | Alien: Romulus                            | Kay Harrison               | [ 29 ] |
| 2025 | Superman                                  | Kendra Saunders / Hawkgirl | [ 30 ] |

### Televisión
| Año       | Título original                         | Papel                      | Notas                                | Ref    |
| --------- | --------------------------------------- | -------------------------- | ------------------------------------ | ------ |
| 2014      | Growing Up Fisher                       | Jenny                      | 7 episodios                          |        |
| 2014–2017 | Dora and Friends: Into the City!        | Kate (voz)                 | Papel principal                      |        |
| 2014–2016 | 100 Things to Do Before High School     | CJ Martin                  | Protagonista; 25 episodios           |        |
| 2015      | Splitting Adam                          | Lori Collins               | Película de televisión               | [ 31 ] |
| 2016      | Legends of the Hidden Temple: The Movie | Sadie                      | Película de televisión               | [ 32 ] |
| 2021      | Maya y los tres                         | Widow Queen (voz)          | Elenco principal (miniserie)         | [ 33 ] |
| 2025      | The Last of Us                          | Dina                       | Elenco principal (segunda temporada) | [ 34 ] |
| 2025      | Peacemaker                              | Kendra Saunders / Hawkgirl | Segunda temporada                    |        |

### Videojuegos
| Año  | Título original             | Rol       | Ref    |
| ---- | --------------------------- | --------- | ------ |
| 2017 | Kingdom Hearts χ Back Cover | Ava (voz) | [ 35 ] |

## Discografía

### Álbumes de estudio
- Stopping Time (Broadway Records; Lanzamiento: 18 de septiembre de 2015)[36]

### Sencillos y EPs
| Año  | Título                  | Álbum                         | Ref    |
| ---- | ----------------------- | ----------------------------- | ------ |
| 2015 | «Dream About Me»        | Dream About Me                | [ 37 ] |
| 2015 | «Halo»                  | Stopping Time                 | [ 38 ] |
| 2019 | «PAPI»                  | PAPI                          | [ 39 ] |
| 2020 | «The Better Half on Me» | Apocalipsis                   |        |
| 2020 | «The Better Half on Me» | Todo está bien                |        |
| 2020 | «The Better Half on Me» | Lovin Kind                    |        |
| 2020 | «The Better Half on Me» | Chocolate                     |        |
| 2020 | «The Better Half on Me» | The Chase                     |        |
| 2020 | «Don't Go»              | Don't Go                      |        |
| 2020 | «Don't Go»              | Don't Go (versión en español) |        |
| 2020 | «Caliente Navidad»      | Caliente Navidad              |        |
| 2022 | «Agonía»                | AGONIA                        |        |

### Sencillos como invitada
- «My Only One» con Sebastián Yatra, del álbum Mantra (2018)
- «Lista de Espera» con Matt Hunter (2018)

## Reconocimientos
| Año  | Premio                    | Categoría                          | Producción                                | Resultado | Ref.   |
| ---- | ------------------------- | ---------------------------------- | ----------------------------------------- | --------- | ------ |
| 2015 | Premios Imagen            | Mejor actriz joven - Televisión    | 100 Things to Do Before High School       | Nominada  | [ 40 ] |
| 2016 | Premios Imagen            | Mejor actor joven - Televisión     | 100 Things to Do Before High School       | Ganadora  | [ 41 ] |
| 2017 | Teen Choice Awards        | Mejor actriz de película de verano | Transformers: The Last Knight             | Nominada  | [ 42 ] |
| 2017 | CinemaCon Award           | Estrella en ascenso del año        | -                                         | Ganadora  |        |
| 2017 | Young Entertainers Awards | Mejor reparto joven - Largometraje | Middle School: The Worst Years of My Life | Nominada  |        |
| 2019 | Young Entertainers Awards | Mejor actriz joven principal       | Instant Family                            | Ganadora  |        |
| 2019 | Premios Imagen            | Mejor actriz - Largometraje        | Instant Family                            | Ganadora  |        |